# Culicoides remotus
Culicoides remotus är en tvåvingeart som beskrevs av Jean-Jacques Kieffer 1918. Culicoides remotus ingår i släktet Culicoides och familjen svidknott.
Artens utbredningsområde är Guinea. Inga underarter finns listade i Catalogue of Life.